# شعله آبی (نمایش)
شعله آبی (انگلیسی: The Blue Flame)، نمایشی چهار پرده‌ای نوشته جورج هوبارت و جان ویلارد، هست که نسخه ابتدایی آن توسط لتا و. نیکلسون مورد بازبینی قرار گرفت. در سال ۱۲۹۹ خورشیدی، آلبرت اچ. وودز به عنوان تهیه‌کننده این نمایش را در محله برادوی و در توری دور آمریکا روی پرده برد. اجرای این نمایش با بازی ثیدا بارا، بازیگر مشهور فیلم‌های صامت، به عنوان بازیگر نقش اول زن (در نقش روث گوردون) آغاز می‌شود. این ایفای نقش، تنها بازیگری بارا در تئاتر برادوی و جز آخرین پروژه‌های هنری او بوده‌است.
روث گوردون، کاراکتر اصلی این نمایش، زمی جوان مذهبی‌ای هست که می‌میرد و نامزد دانشمندش، او را زنده می‌کند که او به شهرآشوب (فتانه) ای تبدیل می‌شود. او مردان زیادی را اغوا کرده و آنها را در جرایمی، همچون قاچاق مواد مخدر و قتل شریک جرم می‌کند. در پرده آخر، مرگ و رستاخیز او به شکل رؤیایی نمایان می‌شود.
نقدهای زیادی به این نمایش - از بازی بازیگر نقش اول گرفته تا دیالوگ‌ها و خط داستانی ضعیف - وارد می‌شود. وارد مورهاوس تاریخدان هنری، این نمایش را از بدترین و ضعیف‌ترین نمایش‌های تاکنون نوشته‌شده می‌داند. معروفیت بارا، اعداد زیادی از مردم را به سالن‌های تئاتر می‌آورد و این تئاتر از لحاظ گیشه تئاتر موفقی می‌شود که حتی در بعضی از سالن‌ها رکورد تماشاگر و اجرا به جا می‌گذارد.